# Estepas y praderas montanas de Tian Shan
La ecorregión de estepas y praderas montanas de Tian Shan (WWF ID: PA1019) abarca una franja de 2.000 km de praderas de las aisladas montañas de Tian Sham, en Asia Central. Se caracteriza por praderas planas y onduladas a gran altitud.

## Ubicación y descripción
La ecorregión se extiende alrededor de las altitudes más bajas de la cordillera de Tian Shan, recorriendo aproximadamente 2000 km desde el oeste de Kirguistán hasta el este de la provincia china de Xinjiang. Separa la árida cuenca de Tarim y el desierto de Taklimakan al sur de la cuenca de Junggar y el escudo kazajo al norte. Corriendo por el medio de la ecorregión se encuentra la cresta principal de Tian Shan, con algunas altitudes medias que sostienen bosques de coníferas en la ecorregión de bosques montanos de coníferas del Tian Shan.

## Clima
El clima de la ecorregión es frío semiárido (clasificación climática de Köppen (BSk)). Este clima generalmente se caracteriza por tener una precipitación mayor que un verdadero desierto, y también una temperatura más fría.

## Flora y fauna
La biodiversidad de la ecorregión es relativamente alta debido a su extremo rango altitudinal, que sustenta diferentes especies en diferentes niveles de elevación, y debido al tamaño relativamente grande de la ecorregión y a su ubicación relativamente central entre diferentes zonas florísticas. Las elevaciones más bajas, de 1.100 a 2.700 metros, son en su mayoría pastizales de festuca (Festuca) y hierba pluma (Stipa). En la región alpina por encima de los 2.700 metros hay prados de juncos Kobresia y Carex.